# Desomorfina
Desomorfina (também conhecida por di-hidrodesoximorfina, Permonid ou Krokodil) é um derivado da morfina com poderosa, rápida ação  opiácia, como sedação e analgesia. Foi sintetizada pela primeira vez em 1932 e patenteada em 1934, sendo usada na Suíça sob o nome de Permonid, e sendo descrita como tendo uma ação de inicio rápido e de curta duração, com relativamente poucas náuseas ou depressão respiratória em comparação com doses equivalentes de morfina.
Desomorfina é um derivado da morfina onde o grupo hidroxila no carbono 6 e a ligação dupla entre o carbono 7 e 8 foram reduzidos. A síntese tradicional da desomorfina começa do α-Clorocodina, que obtida com a reação entre cloreto de tionila e codeína. Com uma reação de oxirredução, α-Clorocodina dá dihidrodesoxicodeína, que ao sofrer uma metilação tem como produto a desomorfina. Pode ser sintetizada a partir de ácido metanoico e dos fármacos Caffetin e Tropicamida, juntamente com gasolina; a mistura é então cozida.

## Uso clínico
Foi utilizado anteriormente na Suíça, para o tratamento de dores severas, durante muitos anos até 1981 quando o seu uso foi encerrado. Ele estava sendo usado para tratar uma única pessoa em Berna, na Suíça, com uma doença rara.

## Risco de abuso
A desomorfina foi sujeita a vários testes. Testes realizados com animais apresentaram resultados que contrastam a desomorfina com a morfina. Em comparação com a morfina, os resultados mostram um aumento da toxicidade, um maior poder analgésico, níveis mais elevados de depressão, aumento da respiração e da atividade digestiva. Ensaios clínicos iniciais em seres humanos que utilizam desomorfina resultaram na constatação de que pequenas quantidades são altamente viciantes. Desde 2013, não há usos legais nos EUA, onde ela tem sido uma substância controlada nível 1 desde 1936.

## Toxicidade
Desomorfina normalmente tem grandes quantidades de substâncias tóxicas devido a sua fabricação em laboratórios do tráfico onde é produzida sem qualquer tentativa de remoção dos subprodutos e sobras de síntese. Injetar tal mistura pode causar sérios danos a pele, vasos sanguíneos, ossos e músculos, por vezes necessitando realizar a amputação de membros em pessoas que fazem uso há muito tempo. As causas destes danos são por conta do iodo e fósforo (entre outras substâncias tóxicas) que estão presentes após a síntese. Devido ao grande volume de dano tecidual/infecção a substância ganhou o apelido de droga comedora de carne, embora que a droga em si não seja a responsável por esse dano. Gangrena, flebite, trombose (coágulos sanguíneos), pneumonia, meningite, septicemia, ossos podres, osteomielite, lesões no fígado e nos rins, danos cerebrais e HIV também são comuns entre os usuários de desomorfina. Por vezes, quando o usuário injeta a desomorfina, acaba perdendo a veia, causando a formação de um abscesso e necrose do tecido em torno do ponto de entrada.

## Propriedades físico-químicas
Seu peso molecular é de 271,35g/mol e três sais são utilizados: bromidrato (0,770), cloridrato (0,881) e sulfato (0,802). Em sua forma livre é pouco solúvel em água (1,425g/L a 25°C), apesar de os seus sais serem muito solúveis em água, sua forma livre é muito solúvel na maior parte dos solventes orgânicos polares (como a acetona, etanol e acetato de etila). Seu ponto de fusão é de 189°C. Ela tem um pKa de 9,69.
É obtida a partir da mistura entre codeína e outras substâncias. A codeína é obtida a partir de medicamentos de venda livre e, em seguida, é misturada com álcool, gasolina, fósforo vermelho, iodo, ácido clorídrico e diluente de tinta. Vapores tóxicos  como óxido de nitrogênio exalam da droga quando aquecida.

## Histórico
Foi sintetizada pela primeira vez nos EUA em 1932 e patenteado em 13 de novembro de 1934. Na Rússia, foi declarada um analgésico narcótico ilegal em 1998. No entanto, enquanto medicamentos contendo codeína geralmente têm sido produtos que necessitam de prescrição médica na Europa, na Rússia eram vendidos livremente em farmácias até junho de 2012. O número de usuários na Rússia foi estimado em cerca de um milhão no auge da popularidade da droga.

## Sociedade e cultura

### Uso recreativo
O consumo de desomorfina na Rússia atraiu a atenção internacional em 2010, devido a um aumento na sua produção clandestina, presumivelmente devido à sua síntese relativamente simples a partir da codeína que era disponível para venda livre. O primeiro caso de uso da substância caseira foi relatado na Sibéria em 2003, quando a Rússia começou uma grande operação no combate a produção e tráfico de heroína, mas desde então seu uso se espalhou por toda a Rússia e as antigas repúblicas soviéticas vizinhas. A droga pode ser feita a partir da codeína e do iodo derivado da oxitetraciclina e fósforo vermelho de munição, em um processo semelhante ao do fabricação de metanfetamina proveniente da pseudoefedrina. Como a metanfetamina, por ser feita dessa forma a desomorfina é frequentemente contaminada por várias substâncias. O nome de rua na Rússia para sua forma caseira é krokodil (em russo: крокодил, crocodilo), possivelmente relacionado com o nome químico do precursor α-Clorocodina ou pela semelhança da pele, danificada pelo uso da droga, com a do couro de crocodilo. Devido a dificuldades na aquisição de heroína, combinada com o fácil acesso e baixo preço de produtos de venda livre nas farmácias que contêm codeína, o uso de krokodil aumentou na Rússia. Estima-se que cerca de 100 mil pessoas usam krokodil na Rússia e cerca de 20.000 na Ucrânia. Uma morte na Polônia em dezembro de 2011, foi atribuída ao uso de krokodil e seu uso também foi confirmado em comunidades de refugiados russos em uma série de outros países europeus.

### Repercussão mundial
Os meios de comunicação nos Estados Unidos e no Canadá têm feito alertas para o seu uso. Houve incidentes relatados, onde supostamente havia ocorrido o uso da substância em alguns países, mas não foram confirmados sua veracidade através de exames toxicológicos.

### Preços nas ruas
Em 2011, um estudo mostrou que 241 rublos (moeda rússa) de desomorfina é suficiente para igualar ao preço de 1000 rublos do valor de heroína.